# (1035) Amata
(1035) Amata – planetoida z pasa głównego asteroid okrążająca Słońce w ciągu 5 lat i 214 dni w średniej odległości 3,15 au. Została odkryta 29 września 1924 roku w Landessternwarte Heidelberg-Königstuhl w Heidelbergu przez Karla Reinmutha. Nazwa planetoidy pochodzi prawdopodobnie z mitologii rzymskiej od Amaty, królowej Lacjum, żony króla Latynusa. Przed nadaniem nazwy planetoida nosiła oznaczenie tymczasowe (1035) 1924 SW.